# اتفاقية التجارة الحرة بين الاتحاد الأوروبي وسنغافورة
اتفاقية التجارة الحرة بين الاتحاد الأوروبي وسنغافورة (بالإنجليزية: European Union–Singapore Free Trade Agreement، واختصار: EUSFTA) هي معاهدة موقعة ومصدقة للتجارة الحرة والاستثمار الثنائي بين الاتحاد الأوروبي وسنغافورة. تم التفاوض على الاتفاقية منذ مارس 2010 وأصبحت نصهًا متاحًا للجمهور منذ يونيو 2015. تم الانتهاء من المفاوضات بشأن السلع والخدمات في عام 2012، بشأن حماية الاستثمار في 17 أكتوبر 2014.
من المتوقع أن تكون الاتفاقية أول اتفاقية تجارة حرة مع عضو في رابطة دول جنوب شرق آسيا وثالث اتفاقية مع دولة آسيوية بعد كوريا الجنوبية واليابان من منظور الاتحاد الأوروبي. سنغافورة هي الشريك التجاري الرابع عشر للاتحاد الأوروبي.
في 19 أكتوبر 2018 تم توقيع ثلاث اتفاقيات بين الطرفين هي: اتفاقية التجارة بين الاتحاد الأوروبي وسنغافورة، واتفاقية حماية الاستثمار بين الاتحاد الأوروبي وسنغافورة، والاتفاقية الإطارية للشراكة والتعاون. تمت الموافقة على الاتفاقية لاحقًا من قبل البرلمان الأوروبي في 13 فبراير 2019. في 8 نوفمبر 2019 تم الإعلان عن دخول الاتفاقية حيز التنفيذ اعتبارًا من 21 نوفمبر 2019. يأتي ذلك بعد موافقة مجلس الاتحاد الأوروبي على الاتفاقية.

## محتوى الاتفاقية
- إلغاء رسوم وضرائب الاستيراد.
- تحسين الوصول إلى الأسواق للتجارة في الخدمات.
- المزيد من فرص المشتريات الحكومية.
- تعزيز التعاون في مسائل الجمارك وتيسير التجارة.
- إزالة الحواجز الفنية وغير الجمركية أمام التجارة.
- التعاون في تنفيذ تدابير الصحة والصحة النباتية.
- تعزيز حماية حقوق الملكية الفكرية.
- ضوابط صارمة على سياسة المنافسة.
- تجديد الالتزام بالتنمية المستدامة.

## التصديق
وفقًا لرأي محكمة العدل التابعة للاتحاد الأوروبي في لوكسمبورغ، كانت الاتفاقية الأولية اتفاقية مختلطة. تم طلب الرأي من قبل المفوضية الأوروبية، التي أرادت تأكيد ما إذا كانت مؤسسات الاتحاد الأوروبي وحدها مخولة لإبرام الاتفاقية، دون أن تكون الدول الأعضاء منفردة أطرافاً. دفع رأي محكمة العدل الأوروبية المفوضية الأوروبية إلى تقسيم الاتفاقية إلى اتفاقية تجارة حرة واتفاقية لحماية الاستثمار.
من أجل دخول اتفاقية التجارة الحرة حيز التنفيذ يتعين على كل من الاتحاد الأوروبي (البرلمان والمجلس) وسنغافورة التصديق على الاتفاقية. في 13 فبراير 2019 وافق البرلمان الأوروبي على كل من اتفاقية التجارة الحرة واتفاقية حماية الاستثمار ومن المتوقع أن تدخل اتفاقية التجارة الحرة حيز التنفيذ في أقرب وقت ممكن. ستحتاج أيضًا اتفاقية حماية الاستثمار المنفصلة إلى الموافقة عليها بشكل فردي من قبل كل دولة عضو في الاتحاد الأوروبي.